# Fagus crenata
Fagus crenata là một loài thực vật có hoa trong họ Fagaceae. Loài này được Blume mô tả khoa học đầu tiên năm 1851.

## Hình ảnh

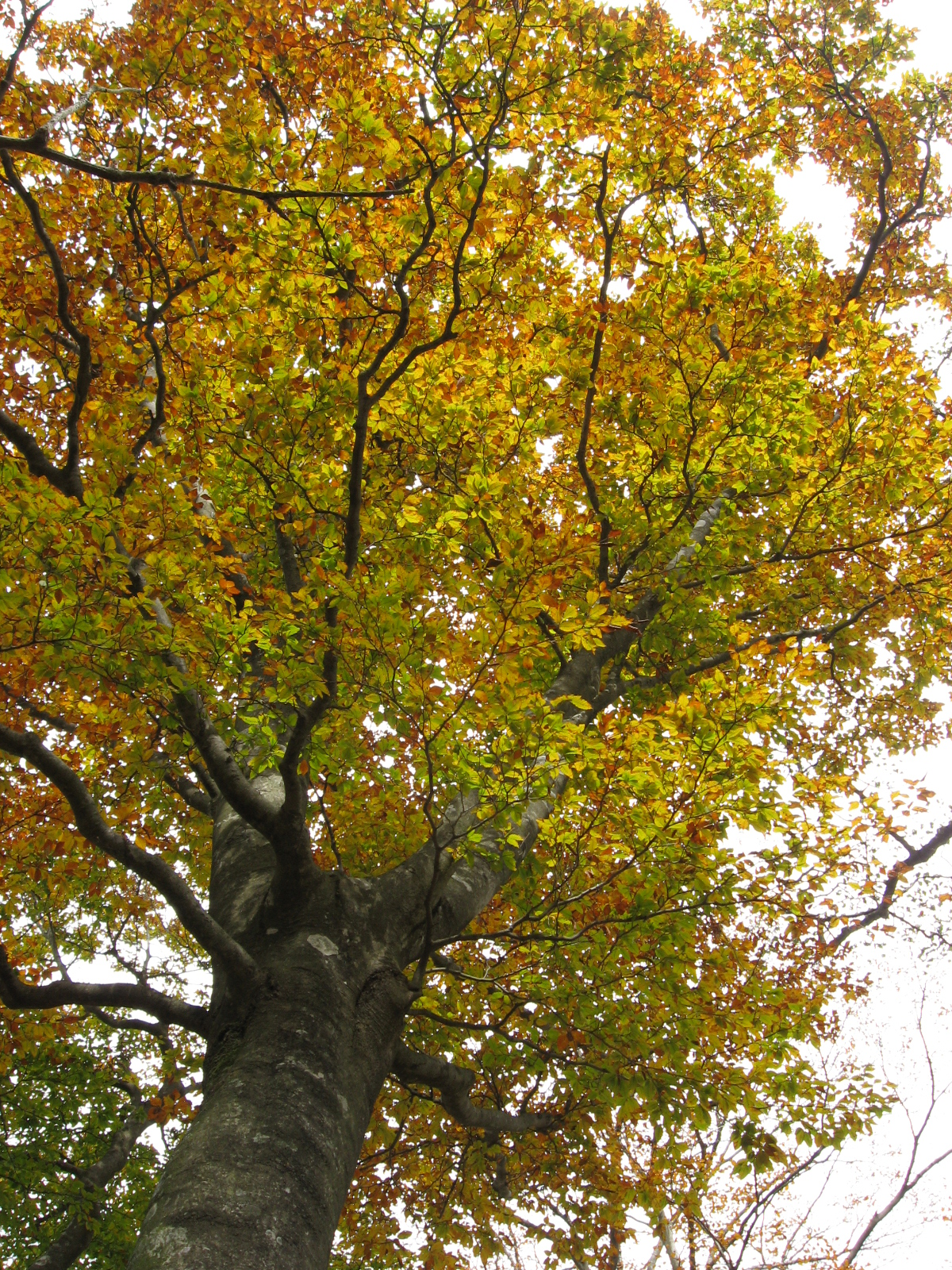
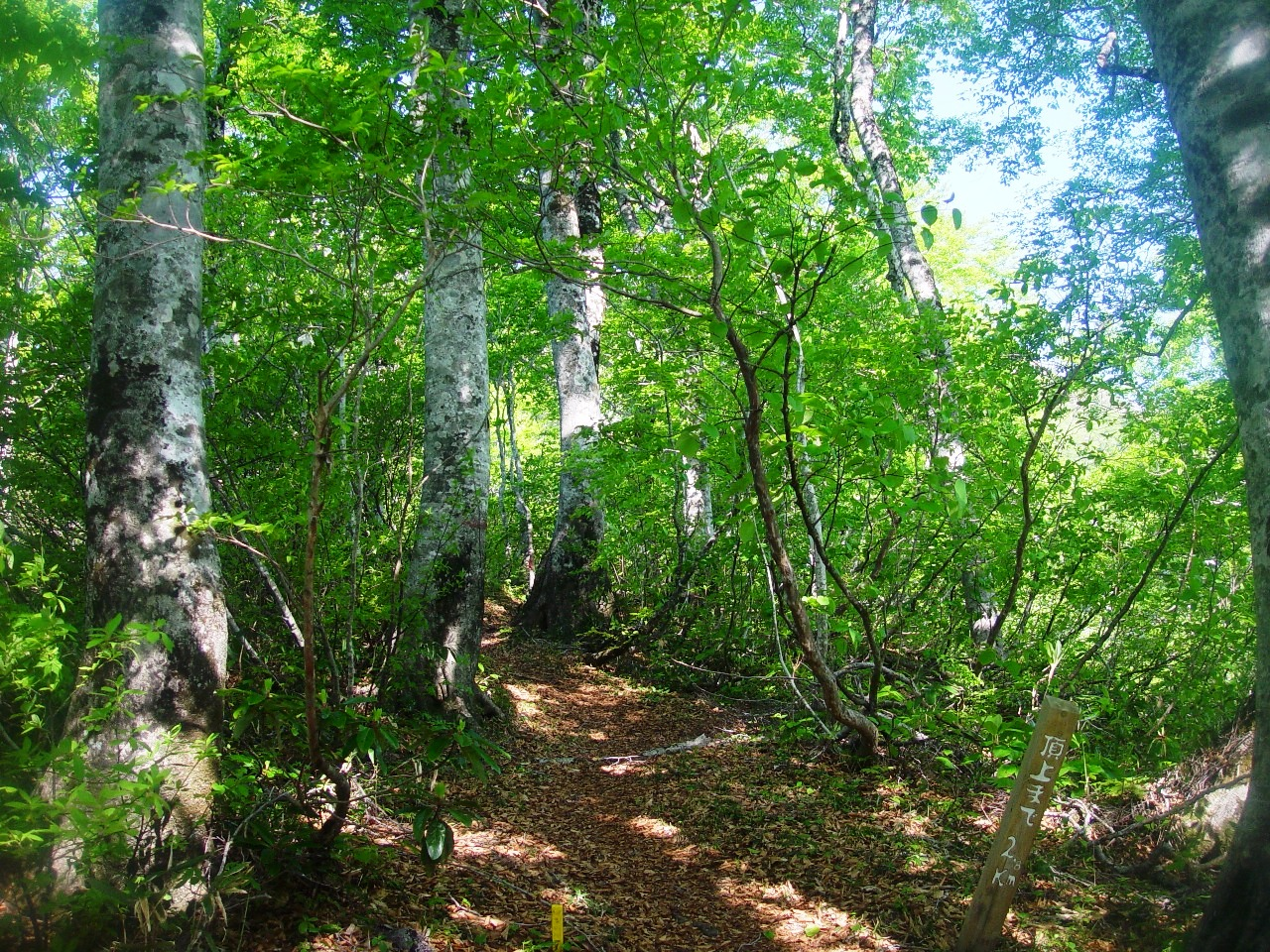
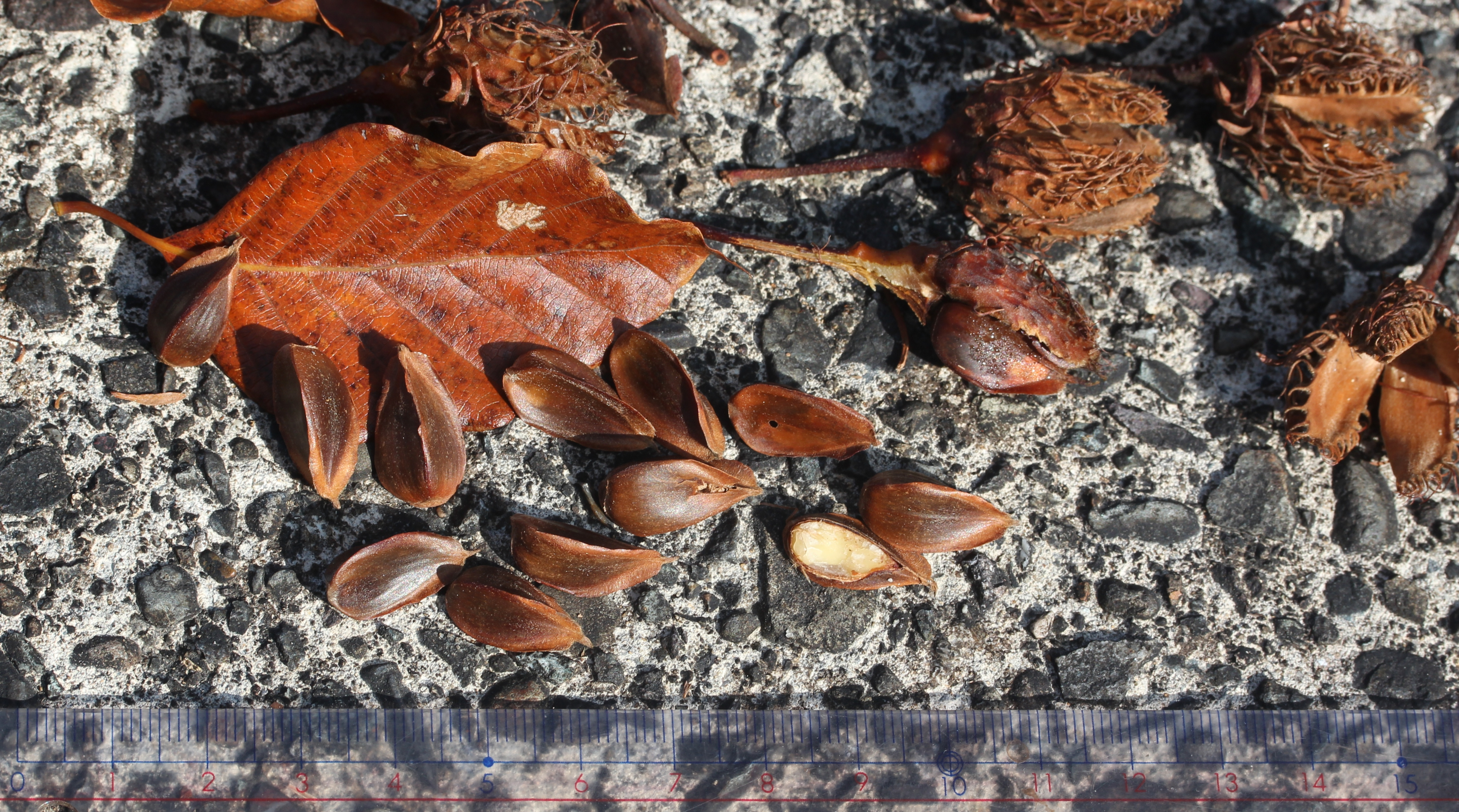
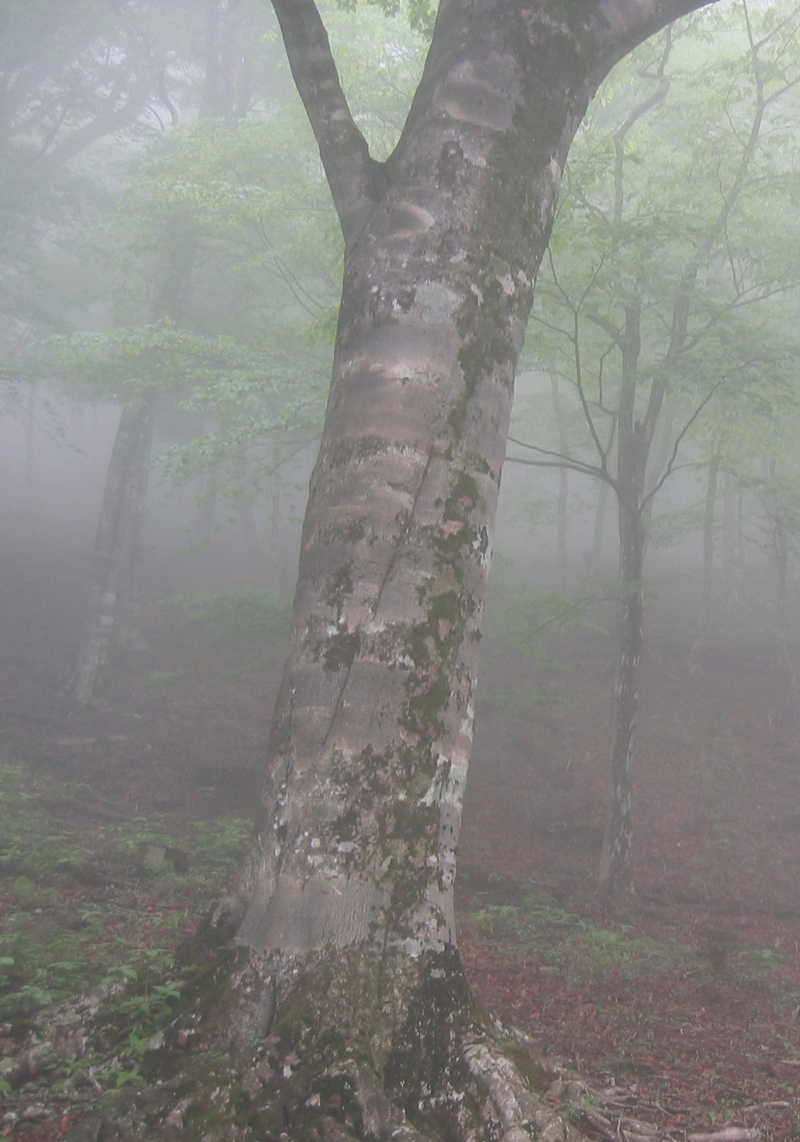